# Wolfgang Lauterbach (Richter)
Wolfgang Lauterbach (* 2. Oktober 1893 in Stabelwitz bei Breslau; † 13. März 1973 in Lübeck) war ein deutscher Richter und Professor.

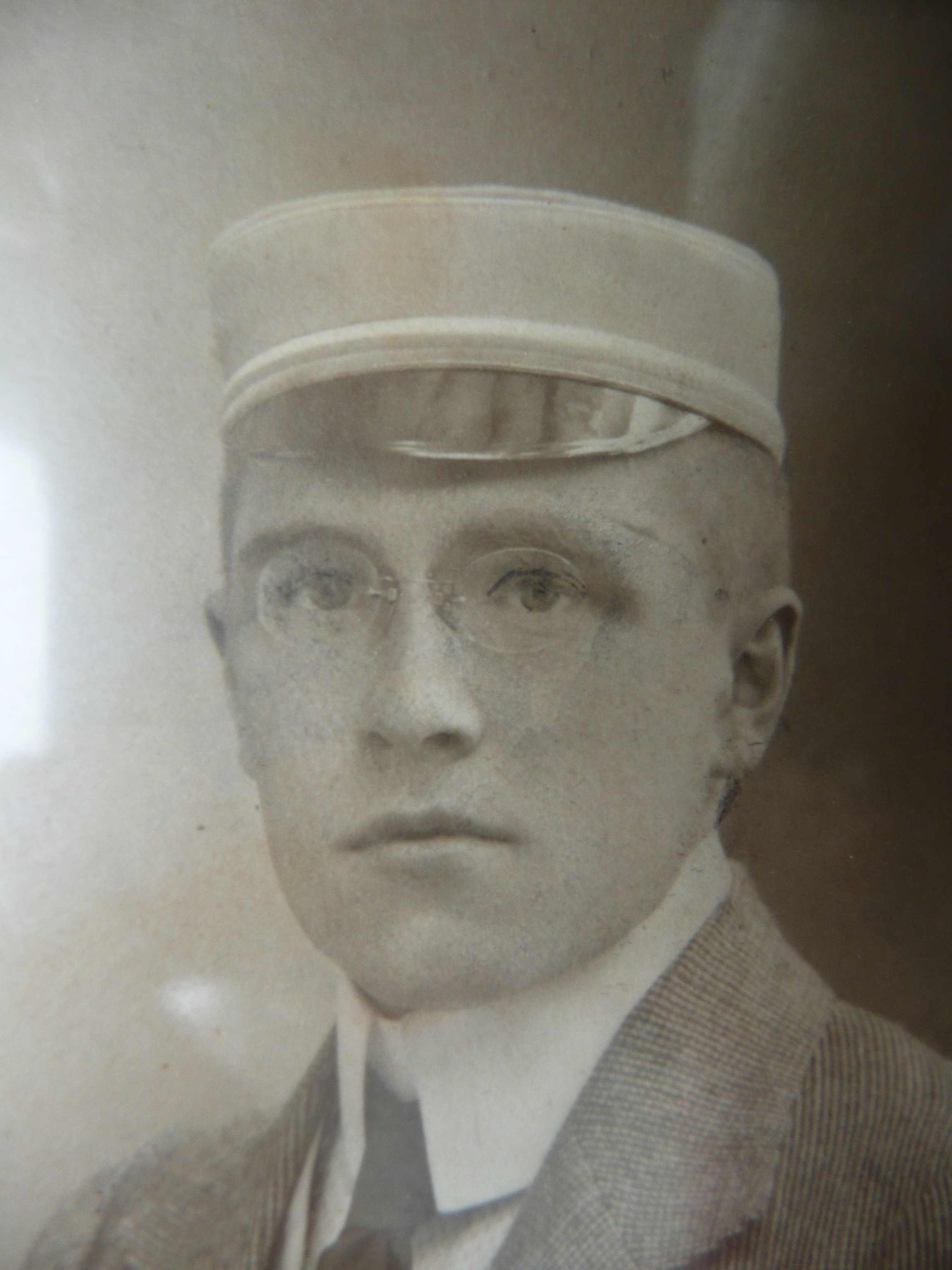
Wolfgang Lauterbach als Student (1914)

## Leben
Lauterbach wuchs als Sohn von Karl Lauterbach im Dorf Stabelwitz bei Breslau auf und machte im März 1913 in Ohlau sein Abitur. Danach begann er an der Universität Breslau das Studium der Rechtswissenschaft und wurde gleichzeitig beim Corps Silesia Breslau aktiv. 1914 unterbrach er das Studium, um als Kriegsfreiwilliger am Ersten Weltkrieg teilzunehmen.
1920 schloss er das Studium mit dem ersten juristischen Staatsexamen ab und promovierte im gleichen Jahr zum Dr. iur. Nach dem Rechtsreferendariat 1923 wurde er 1924 Richter in Berlin, und zwar zunächst am Amtsgericht, 1928 am Landgericht und ab 1936 am Kammergericht. Als Kammergerichtsrat übernahm er die Herausgeberschaft der nationalsozialistisch-programmatischen „Zeitschrift der Akademie für Deutsches Recht“. Nach dem Zweiten Weltkrieg war er zunächst von 1947 bis 1951 im Zentraljustizamt für die Britische Zone in Hamburg am Wiederaufbau der Rechtspflege beteiligt. Nach Abschluss dieser Tätigkeit wurde er 1951 Senatspräsident am Hanseatischen Oberlandesgericht in Hamburg. 1961 wurde er als Richter pensioniert, blieb aber weiter wissenschaftlich tätig, wofür er 1966 zum Honorarprofessor an der Universität Hamburg ernannt wurde.

## Tätigkeit als Autor
Lauterbach führte den von Adolf Baumbach begründeten Kommentar zur Zivilprozessordnung fort, der seit vielen Jahrzehnten ein Standardwerk darstellt. Der Kommentar wird noch heute jährlich neu aufgelegt. Im Palandt kommentierte er von der ersten bis zur 32. Auflage (1973) das Internationale Privatrecht, bis zur 6. Auflage (1944) im Rahmen der dortigen Kommentierung des Familienrechts auch die Nürnberger Rassengesetze.

## Veröffentlichungen (Auswahl)
- Tarifvertrag und Unterlassungspflicht, Dissertation, Breslau 1920.
- Zivilprozessordnung, Beck, München 1976, 34., neubearb. Aufl. Aufgrund einer breit angelegten Überarbeitung aller von Adolf Baumbach begründeten Werke erscheint der Kommentar seit der 80. Aufl. 2022 unter dem Namen der nunmehrigen Herausgeber Anders/Gehle.
- Kostengesetze, Beck, München 1976, 18., völlig neu bearb. Aufl.
- Vorschläge und Gutachten zur Reform des deutschen internationalen Personen- und Sachenrechts, Mohr, Tübingen 1972.
- Vorschläge und Gutachten zur Reform des deutschen internationalen Erbrechts, de Gruyter, Berlin 1969.
- Vorschläge und Gutachten zur Reform des deutschen internationalen Kindschafts-, Vormundschafts- und Pflegschaftsrechts, de Gruyter, Berlin 1966.